# رايان هولينز
رايان هولينز (بالإنجليزية: Ryan Hollins)‏ مواليد 10 أكتوبر 1984 في باسادينا، هو لاعب كرة سلة أمريكي بدأ مسيرته الاحترافية في سنة 2006. يبلغ طوله 7 قدم 0 بوصة (2.1 م).

## فرق لعب لها
- شارلوت هورنتس
- دالاس مافيريكس
- مينيسيوتا تيمبر وولفز
- كليفلاند كافالييرز
- بوسطن سيلتكس
- لوس أنجلوس كليبرز
- سكرامنتو كينغز

## روابط خارجية
- رايان هولينز على موقع الاتحاد الدولي لكرة السلة (الإنجليزية)
- رايان هولينز على موقع إن بي أي (الإنجليزية)
- رايان هولينز على موقع سبورتس رفرنس (الإنجليزية)
- رايان هولينز على موقع الدوري الإسباني لكرة السلة (الإسبانية)
- رايان هولينز على موقع كرة السلة الأوروبية.كوم (الإنجليزية)
- رايان هولينز على موقع DraftExpress.com (الإنجليزية)
- رايان هولينز على موقع إي إس بي إن.كوم (الإنجليزية)
- رايان هولينز على موقع كلية كرة السلة في سبورتس رفرنس.كوم (الإنجليزية)
- رايان هولينز على موقع ريلجم (الإنجليزية)
- رايان هولينز على موقع بروبوليرز (الإنجليزية)